# Kościół „Na Rozwoju” w Czeskim Cieszynie
Kościół „Na Rozwoju” w Czeskim Cieszynie – luterański kościół, użytkowany przez zbór Ewangelickiego Kościoła Czeskobraterskiego Augsburskiego Wyznania w Czeskim Cieszynie.
Po powstaniu miasta Czeski Cieszyn w 1920 roku miejscowi ewangelicy zostali odcięci granicą od kościoła Jezusowego. W 1923 spotkali się oni aby wybrać pastora, którym został pochodzący z Kojkowic Paweł Zahradnik. Z wyborem tym nie zgodzili się propolscy ewangelicy, którzy z czasem doprowadzili do powstania osobnego zboru i wybudowania własnego kościoła „Na Niwach”. Zbór prowadzony przez Pawła Zahradnika posiadając większe środki i poparcie władz (m.in. burmistrza Józefa Kożdonia) w 1926 przystąpił do Niemieckiego Kościoła Ewangelickiego w Czechach, na Morawach i na Śląsku. 
Kościół zbudowany w 1927 roku według projektu Wilhelma Schöna i Józefa Kozła, w stylu ekspresjonistycznym, stanął na skwerze im. Marcina Lutra, w dzielnicy Rozwój. Płaskorzeźba dr. Marcina Lutra znajduje się na ścianie stojącego tuż obok kościoła domu parafialnego. Po II wojnie światowej majątek Niemieckiego Kościoła Ewangelickiego został skonfiskowany a właścicielem kościoła „Na Rozwoju” został Ewangelicki Kościół Czeskobraterski, dotychczas użytkujący leżący niedaleko kościół na ul. Frydeckiej.
Budowa jest typu bazylikowego, z szeroką nawą, z fasadą z masywną wieżą skrytą namiotowym hełmem z dzwonnicą. W wejściu znajduje się trójosiowy portyk, wsparty szeregiem arkad z wypukłymi zygzakami. Wnętrze jest trójnawowe. Sklepienie nawy głównej ozdobione jest fałszywymi kasetonami z kontrastowej czarnobrunatnej dekoracji. Prezbiterium jest wydzielone, a w nawach bocznych znajdują się pawłacze.